# Hamptophryne boliviana
Hamptophryne boliviana là một loài ếch trong họ Nhái bầu. Trước đây, loài này được mô tả là đại diện duy nhất của chi Hamptophryne.
Loài ếch này được tìm thấy ở Bolivia, Brasil, Colombia, Ecuador, Guyane thuộc Pháp, Guyana, Peru, Suriname, và Venezuela. Các môi trường sống tự nhiên của chúng là các khu rừng ẩm ướt đất thấp nhiệt đới hoặc cận nhiệt đới, đầm nước nhiệt đới hoặc cận nhiệt đới, đầm lầy, đầm nước ngọt, và đầm nước ngọt có nước theo mùa.